# كوجي تاكانو
كوجي تاكانو (باليابانية: 高野 光司) (23 ديسمبر 1992 في شيناغاوا في اليابان – )؛ هو لاعب كرة قدم ياباني سابق كان يلعب كمدافع.

## وصلات خارجية
- كوجي تاكانو على موقع الاتحاد الدولي (مؤرشف)  (الإنجليزية)
- كوجي تاكانو على موقع رابطة كرة القدم اليابانية للمحترفين (اليابانية)
- كوجي تاكانو على موقع قاعدة بيانات كرة القدم.إي يو (الإنجليزية)
- كوجي تاكانو على موقع Soccerway.com (الإنجليزية)
- كوجي تاكانو على موقع عالم كرة القدم.نت (الإنجليزية)
- كوجي تاكانو على موقع كووورة